# François (Deux-Sèvres)
François és un municipi francès situat al departament de Deux-Sèvres i a la regió de la Nova Aquitània. L'any 2007 tenia 842 habitants.

## Demografia

### Població
El 2007 la població de fet de François era de 842 persones. Hi havia 327 famílies de les quals 52 eren unipersonals (28 homes vivint sols i 24 dones vivint soles), 114 parelles sense fills, 141 parelles amb fills i 20 famílies monoparentals amb fills.
La població ha evolucionat segons el següent gràfic:
Habitants censats

### Habitatges
El 2007 hi havia 350 habitatges, 324 eren l'habitatge principal de la família, 11 eren segones residències i 15 estaven desocupats. 348 eren cases i 2 eren apartaments. Dels 324 habitatges principals, 288 estaven ocupats pels seus propietaris, 35 estaven llogats i ocupats pels llogaters i 1 estava cedit a títol gratuït; 1 tenia una cambra, 3 en tenien dues, 28 en tenien tres, 57 en tenien quatre i 235 en tenien cinc o més. 269 habitatges disposaven pel capbaix d'una plaça de pàrquing. A 84 habitatges hi havia un automòbil i a 226 n'hi havia dos o més.

### Piràmide de població
La piràmide de població per edats i sexe el 2009 era:
| Homes | Edats   | Dones |
| ----- | ------- | ----- |
| 0     | 95 o +  | 0     |
| 4     | 90 a 94 | 0     |
| 12    | 85 a 89 | 4     |
| 4     | 80 a 84 | 4     |
| 8     | 75 a 79 | 12    |
| 8     | 70 a 74 | 16    |
| 8     | 65 a 69 | 4     |
| 28    | 60 a 64 | 4     |
| 16    | 55 a 59 | 24    |
| 32    | 50 a 54 | 60    |
| 32    | 45 a 49 | 40    |
| 24    | 40 a 44 | 16    |
| 32    | 35 a 39 | 28    |
| 20    | 30 a 34 | 16    |
| 12    | 25 a 29 | 16    |
| 16    | 20 a 24 | 20    |
| 32    | 15 a 19 | 16    |
| 28    | 10 a 14 | 20    |
| 32    | 5 a 9   | 16    |
| 32    | 0 a 4   | 12    |

## Economia
El 2007 la població en edat de treballar era de 566 persones, 434 eren actives i 132 eren inactives. De les 434 persones actives 418 estaven ocupades (216 homes i 202 dones) i 16 estaven aturades (5 homes i 11 dones). De les 132 persones inactives 76 estaven jubilades, 42 estaven estudiant i 14 estaven classificades com a «altres inactius».

### Ingressos
El 2009 a François hi havia 352 unitats fiscals que integraven 942,5 persones, la mediana anual d'ingressos fiscals per persona era de 22.099 €.

### Activitats econòmiques
Dels 17 establiments que hi havia el 2007, 3 eren d'empreses de fabricació d'altres productes industrials, 6 d'empreses de construcció, 2 d'empreses de comerç i reparació d'automòbils, 1 d'una empresa de transport, 1 d'una empresa financera, 1 d'una empresa immobiliària i 3 d'empreses de serveis.
Dels 7 establiments de servei als particulars que hi havia el 2009, 2 eren paletes, 3 fusteries, 1 electricista i 1 agència immobiliària.
L'any 2000 a François hi havia 15 explotacions agrícoles que ocupaven un total de 749 hectàrees.

## Equipaments sanitaris i escolars
El 2009 hi havia una escola elemental.

## Poblacions més properes
El següent diagrama mostra les poblacions més properes.